# Shannonomyia
Shannonomyia is een muggengeslacht uit de familie van de steltmuggen (Limoniidae).

## Soorten

### OndergeslachtRoraimomyia
- S. (Roraimomyia) exilipes Alexander, 1979
- S. (Roraimomyia) permonstrata (Alexander, 1935)

### OndergeslachtShannonomyia
- S. (Shannonomyia) abortiva Alexander, 1967
- S. (Shannonomyia) abra Alexander, 1949
- S. (Shannonomyia) adumbrata Alexander, 1946
- S. (Shannonomyia) aenigmatica Alexander, 1929
- S. (Shannonomyia) antarctica (Walker, 1837)
- S. (Shannonomyia) araguae Alexander, 1947
- S. (Shannonomyia) argenticeps Alexander, 1929
- S. (Shannonomyia) atroapicalis Alexander, 1934
- S. (Shannonomyia) austrolathraea Alexander, 1930
- S. (Shannonomyia) barilochensis Alexander, 1929
- S. (Shannonomyia) batesi Alexander, 1939
- S. (Shannonomyia) bogotensis Alexander, 1938
- S. (Shannonomyia) brevicula Alexander, 1931
- S. (Shannonomyia) brevinervis Alexander, 1929
- S. (Shannonomyia) bruneriana Alexander, 1937
- S. (Shannonomyia) bullockiana (Alexander, 1940)
- S. (Shannonomyia) cacoxena Alexander, 1929
- S. (Shannonomyia) caesia Alexander, 1937
- S. (Shannonomyia) cerbereana Alexander, 1946
- S. (Shannonomyia) cineracea (Philippi, 1866)
- S. (Shannonomyia) cingara Alexander, 1948
- S. (Shannonomyia) congenita (Dietz, 1921)
- S. (Shannonomyia) crassicornis Alexander, 1964
- S. (Shannonomyia) crepera Alexander, 1978
- S. (Shannonomyia) dampfi Alexander, 1939
- S. (Shannonomyia) dilatistyla Alexander, 1971
- S. (Shannonomyia) erubescens Alexander, 1944
- S. (Shannonomyia) evanescens Alexander, 1978
- S. (Shannonomyia) exilifila Alexander, 1980
- S. (Shannonomyia) exilostyla Alexander, 1971
- S. (Shannonomyia) feriata (Alexander, 1929)
- S. (Shannonomyia) fuscostigmalis (Alexander, 1967)
- S. (Shannonomyia) galindoi Alexander, 1978
- S. (Shannonomyia) globulicornis Alexander, 1968
- S. (Shannonomyia) gracilior Alexander, 1944
- S. (Shannonomyia) gurneyana Alexander, 1976
- S. (Shannonomyia) haitensis Alexander, 1939
- S. (Shannonomyia) halterata Alexander, 1967
- S. (Shannonomyia) hoffmani Alexander, 1936
- S. (Shannonomyia) ignava Alexander, 1943
- S. (Shannonomyia) jaffueli Alexander, 1928
- S. (Shannonomyia) justa Alexander, 1937
- S. (Shannonomyia) kuscheli Alexander, 1952
- S. (Shannonomyia) lathraea (Alexander, 1926)
- S. (Shannonomyia) lenitatis Alexander, 1946
- S. (Shannonomyia) lenta (Osten Sacken, 1860)
- S. (Shannonomyia) lentina Alexander, 1928

- S. (Shannonomyia) lentoides (Alexander, 1913)
- S. (Shannonomyia) leonardi Alexander, 1933
- S. (Shannonomyia) lignyptera Alexander, 1978
- S. (Shannonomyia) lipernes Alexander, 1971
- S. (Shannonomyia) longiradialis Alexander, 1929
- S. (Shannonomyia) masatierrae Alexander, 1952
- S. (Shannonomyia) mesophragma Alexander, 1928
- S. (Shannonomyia) mesophragmoides Alexander, 1937
- S. (Shannonomyia) microstyla Alexander, 1971
- S. (Shannonomyia) minutipennis Alexander, 1929
- S. (Shannonomyia) moctezuma Alexander, 1928
- S. (Shannonomyia) multisetosa Alexander, 1979
- S. (Shannonomyia) myersiana Alexander, 1931
- S. (Shannonomyia) nacrea (Alexander, 1913)
- S. (Shannonomyia) nebrioptera Alexander, 1979
- S. (Shannonomyia) neoseclusa Alexander, 1969
- S. (Shannonomyia) nudipennis Alexander, 1964
- S. (Shannonomyia) olssoni (Alexander, 1919)
- S. (Shannonomyia) orophila (Alexander, 1913)
- S. (Shannonomyia) oslari (Alexander, 1916)
- S. (Shannonomyia) ovaliformis Alexander, 1946
- S. (Shannonomyia) paraguayensis Alexander, 1929
- S. (Shannonomyia) parvicellula Alexander, 1968
- S. (Shannonomyia) penumbrosa Alexander, 1940
- S. (Shannonomyia) perreticularis Alexander, 1979
- S. (Shannonomyia) phaeostigmosa Alexander, 1943
- S. (Shannonomyia) phragmophora Alexander, 1937
- S. (Shannonomyia) pomerantzi Alexander, 1964
- S. (Shannonomyia) protuberans Alexander, 1946
- S. (Shannonomyia) providens Alexander, 1950
- S. (Shannonomyia) reticularis Alexander, 1979
- S. (Shannonomyia) roraimensis Alexander, 1935
- S. (Shannonomyia) scaramuzzai Alexander, 1937
- S. (Shannonomyia) seclusa (Alexander, 1928)
- S. (Shannonomyia) selkirkiana Alexander, 1952
- S. (Shannonomyia) semireducta Alexander, 1970
- S. (Shannonomyia) septempunctata Alexander, 1939
- S. (Shannonomyia) setulicornis Alexander, 1971
- S. (Shannonomyia) sopora Alexander, 1944
- S. (Shannonomyia) sparsipunctata Alexander, 1940
- S. (Shannonomyia) sparsissima (Alexander, 1929)
- S. (Shannonomyia) stigmatica (Philippi, 1866)
- S. (Shannonomyia) subexillipes Alexander, 1979
- S. (Shannonomyia) subsopora Alexander, 1979
- S. (Shannonomyia) subumbra Alexander, 1980
- S. (Shannonomyia) torus Alexander, 1979
- S. (Shannonomyia) triangularis (Alexander, 1927)
- S. (Shannonomyia) trichophora Alexander, 1979
- S. (Shannonomyia) tuber (Alexander, 1953)
- S. (Shannonomyia) umbra Alexander, 1948
- S. (Shannonomyia) urophora Alexander, 1970
- S. (Shannonomyia) vocator Alexander, 1944
- S. (Shannonomyia) zernyana Alexander, 1949